# 次第浜橋
次第浜橋（しだいはまばし）は、新潟県北蒲原郡聖籠町次第浜地内を通る国道113号の加治川に架かる橋である。

## 概要
1968年（昭和43年）に架橋された。加治川の最も川下にある橋であり、橋より日本海が見える。

## ギャラリー

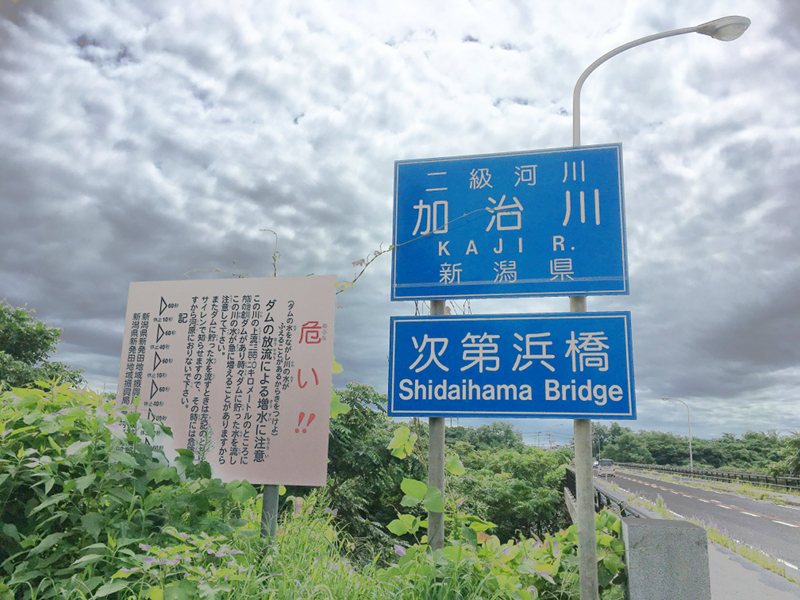
加治川右岸の橋詰めにある案内標識
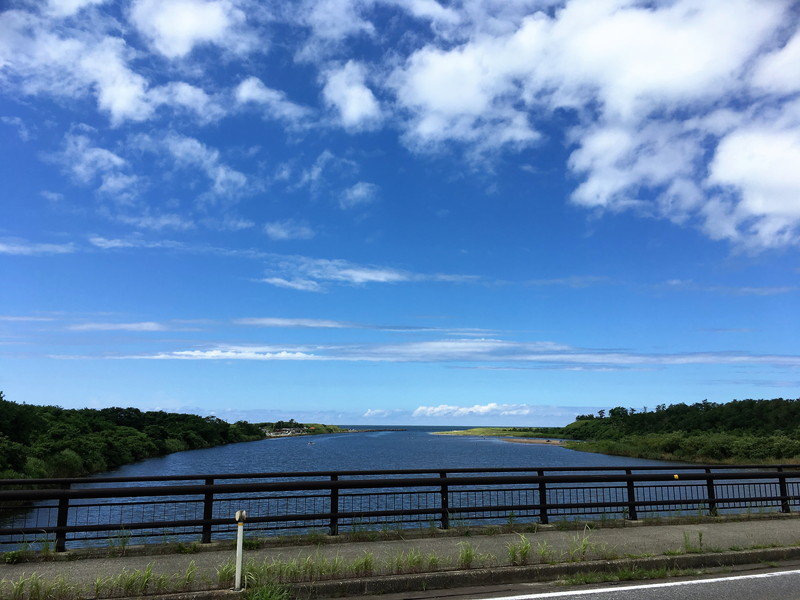
次第浜橋から日本海を望む